# Reprezentacja Iraku w piłce nożnej mężczyzn
Reprezentacja Iraku w piłce nożnej – narodowa drużyna piłkarska Iraku. Iracki Związek Piłki Nożnej został założony w 1948. Irak członkiem FIFA stał się w 1950 roku. Do tej pory w mistrzostwach świata brał udział tylko raz, w 1986. Przegrał jednak wszystkie mecze, zdobył tylko jedną bramkę.
Za rządów Saddama Husajna, jego syn Udaj stał na czele Irackiego Komitetu Olimpijskiego, jak również reprezentacji piłkarskiej. Źle grających zawodników nakazywał torturować, groził obcięciem nóg, za nieobecność na treningach karał kilkutygodniowym więzieniem. Dopiero po ataku na Irak i obaleniu Husajna praktyki te wyszły na jaw. Obecnie, mimo napiętej sytuacji w kraju, Irak rozgrywa mecze. W Pucharze Azji 2004 dotarł do ćwierćfinału, powtarzając osiągnięcie z 1996 i 2000. Drużyna Iraku brała też udział w Igrzyskach Olimpijskich w 2004, gdzie zajęła czwarte miejsce przegrywając mecz z reprezentacją Włoch 1:0. 29 lipca 2007 pokonując Arabię Saudyjską 1:0 Irak po raz pierwszy w historii zdobył mistrzostwo Azji, czym zapewnił sobie udział w Pucharze Konfederacji. Turniej ten, rozegrany w 2009 roku w Republice Południowej Afryki Irak zakończył na fazie grupowej.
Rekordzistą pod względem liczby występów w reprezentacji jest Younis Mahmoud, który w drużynie narodowej wystąpił 148 razy. Najwięcej bramek zdobył z kolei Husajn Said - 78. Obecnie selekcjonerem reprezentacji Iraku jest Srečko Katanec.

## Ostatnie eliminacje

### Kwalifikacje doMistrzostw Świata 2022
Grupa A
| Lp. | Drużyna                      | M  | Mecze | Mecze | Mecze | Bramki | Bramki | Bramki | Pkt |
| Lp. | Drużyna                      | M  | W     | R     | P     | +      | −      | +/−    | Pkt |
| --- | ---------------------------- | -- | ----- | ----- | ----- | ------ | ------ | ------ | --- |
| 1.  | Iran                         | 10 | 8     | 1     | 1     | 15     | 4      | +11    | 25  |
| 2.  | Korea Południowa             | 10 | 7     | 2     | 1     | 13     | 3      | +10    | 23  |
| 3.  | Zjednoczone Emiraty Arabskie | 10 | 3     | 3     | 4     | 7      | 7      | 0      | 12  |
| 4.  | Irak                         | 10 | 1     | 6     | 3     | 6      | 12     | −6     | 9   |
| 5.  | Syria                        | 10 | 1     | 3     | 6     | 9      | 16     | −7     | 6   |
| 6.  | Liban                        | 10 | 1     | 3     | 6     | 5      | 13     | −8     | 6   |

### Kwalifikacje doPucharu Azji 2023
Grupa C
| Lp. | Drużyna  | M | Mecze | Mecze | Mecze | Bramki | Bramki | Bramki | Pkt |
| Lp. | Drużyna  | M | W     | R     | P     | +      | −      | +/−    | Pkt |
| --- | -------- | - | ----- | ----- | ----- | ------ | ------ | ------ | --- |
| 1.  | Iran     | 8 | 6     | 0     | 2     | 34     | 4      | +30    | 18  |
| 2.  | Irak     | 8 | 5     | 2     | 1     | 14     | 4      | +10    | 17  |
| 3.  | Bahrajn  | 8 | 4     | 3     | 1     | 15     | 4      | +11    | 15  |
| 4.  | Hongkong | 8 | 1     | 2     | 5     | 4      | 13     | −9     | 5   |
| 5.  | Kambodża | 8 | 0     | 1     | 7     | 2      | 44     | −42    | 1   |

## Udział wmistrzostwach świata
- 1930 – 1950 – Nie brał udziału (nie był członkiem FIFA)
- 1954 – 1970 – Nie brał udziału
- 1974 – Nie zakwalifikował się
- 1978 – Wycofał się z udziału
- 1982 – Nie zakwalifikował się
- 1986 – Faza grupowa
- 1990 – 2022 – Nie zakwalifikował się

## Udział wPucharze Azji
- 1956 – 1968 – Nie brał udziału
- 1972 – Faza grupowa
- 1976 – IV miejsce
- 1980 – 1992 – Nie brał udziału
- 1996 – Ćwierćfinał
- 2000 – Ćwierćfinał
- 2004 – Ćwierćfinał
- 2007 – Mistrzostwo
- 2011 – Ćwierćfinał
- 2015 – IV miejsce
- 2019 – 1/8 finału
- 2023 – 1/8 finału

## Trenerzy reprezentacji Iraku w XXI wieku
- 2000-01 –  Milan Živadinović
- 2001 –  Adnan Hamad
- 2001 –  Rudolf Belin
- 2002 –  Adnan Hamad
- 2002-04 –  Bernd Stange
- 2004 –  Adnan Hamad
- 2005-07 –  Akram Ahmad Salman
- 2007 –  Jorvan Vieira
- 2007-08 –  Egil Olsen
- 2008 –  Adnan Hamad
- 2008-09 –  Jorvan Vieira
- 2009 –  Radhi Shenaishil
- 2009 –  Bora Milutinović
- 2009-10 –  Nadhim Shaker
- 2010-11 –  Wolfgang Sidka
- 2011-12 –  Zico
- 2012-13 –  Hakeem Shaker
- 2013 –  Vladimir Petković
- 2013-14 –  Hakeem Shaker
- 2014-15 –  Radhi Shenaishil
- 2015 –  Akram Ahmad Salman
- 2015-16 –  Yahya Alwan
- 2016 –  Abdul Ghani Shahad
- 2016-17 –  Radhi Shenaishil
- 2017-18 –  Basim Qasim
- 2018-21 –  Srečko Katanec
- 2021 –  Dick Advocaat
- 2021-22 –  Željko Petrović
- 2022–  Abdul-Ghani Shahad
- 2022–  Radhi Shenaishil
- 2022-25 –  Jesús Casas

## Rekordziści
Kolorem niebieskim zaznaczono wciąż aktywnych piłkarzy
| #  | Nazwisko             | Lata gry w kadrze | Mecze | Bramki |
| -- | -------------------- | ----------------- | ----- | ------ |
| 1  | Younis Mahmoud       | 2002–2016         | 148   | 57     |
| 2  | Husajn Said          | 1976–1990         | 137   | 78     |
| 3  | Alaa Abdul-Zahra     | 2007–2021         | 126   | 17     |
| 4  | Ahmad Radhi          | 1982–1997         | 121   | 62     |
| 4  | Adnan Dirjal         | 1978–1990         | 121   | 8      |
| 6  | Ahmad Ibrahim Khalaf | 2010–2022         | 118   | 5      |
| 7  | Hawar Mulla Mohammed | 2001–2012         | 113   | 19     |
| 7  | Nashat Akram         | 2001–2013         | 113   | 17     |
| 7  | Ali Rehema           | 2005–2016         | 113   | 2      |
| 10 | Mahdi Karim          | 2001–2018         | 110   | 11     |

| # | Nazwisko       | Lata gry w kadrze | Bramki | Mecze |
| - | -------------- | ----------------- | ------ | ----- |
| 1 | Husajn Said    | 1970–1990         | 78     | 137   |
| 2 | Ahmad Radhi    | 1982–1997         | 62     | 121   |
| 3 | Younis Mahmoud | 2002–2016         | 57     | 148   |
| 4 | Ali Kadhim     | 1970–1980         | 35     | 82    |
| 5 | Ayman Hussein  | od 2015           | 32     | 86    |
| 6 | Falah Hassan   | 1970–1986         | 29     | 103   |
| 7 | Emad Mohammed  | 2001–2011         | 27     | 103   |
| 8 | Razzaq Farhan  | 1998–2007         | 25     | 62    |
| 9 | Laith Hussein  | 1986–2002         | 21     | 80    |
| 9 | Mohanad Ali    | od 2017           | 21     | 57    |